# Mweka
Mweka – miasto w Demokratycznej Republice Konga, w prowincji Kasai Zachodnie. W 2008 liczyło 56 573 mieszkańców.